# 붕고마현

붕고마현

붕고마현(Bungoma County)은 케냐를 구성하는 47개 현 가운데 하나로 현도는 붕고마이며 면적은 2,206.9km2, 인구는 1,375,063명(2009년 기준)이다. 2013년에 실시된 행정 구역 개편에 따라 서부주에서 분리되어 신설되었다. 북쪽으로는 트랜스은조이아현, 동쪽과 남동쪽으로는 우아신기슈현, 남쪽으로는 카카메가현, 서쪽으로는 부시아현과 접하며 북서쪽으로는 우간다와 국경을 접한다.

## 인구
| 연도    | 인구      | ±%     |
| ------- | --------- | ------ |
| 1979    | 503,935   | —      |
| 1989    | 679,146   | +34.8% |
| 1999    | 1,011,524 | +48.9% |
| 2009    | 1,375,063 | +35.9% |
| 2019    | 1,670,570 | +21.5% |
| source: |           |        |

## 같이 보기
- 우아신기슈현
- 난디현
- 카카메가현
- 부시아현
- 키수무현